# Andrew Fiscella
Andrew Fiscella (25 mei 1966) is een Amerikaans acteur.

## Filmografie

### Films
Uitgezonderd korte films.
- 2018 Gotti - als Gaspipe Casso
- 2017 Whiteblood - als Harry
- 2016 Crawlspace - als politieagent op zolder
- 2016 Hot - als Scotty
- 2016 A Stand Up Guy - als oom Pat
- 2015 Club Life - als Eduardo
- 2014 Sitter Cam - als mr. Reynolds
- 2014 Rough Hustle - als Vic
- 2013 Rapture-Palooza – als Beastley
- 2012 Hotel Noir – als Otto
- 2011 The Death & Life of Eddy Betsco – als Burdy
- 2011 Beto! The Bad Boy of Thompson Street – als Vic
- 2010 Takers – als hoofd beveiliging
- 2010 A Nightmare on Elm Street – als gevangene
- 2009 Armored – als verzender
- 2009 The Final Destination – als monteur
- 2008 The Alphabet Killer – als Len Schafer
- 2008 Quarantine – als James McCreedy
- 2008 Winged Creatures – als nummerman
- 2008 Fix – als Harry K. Rothstein
- 2008 Prom Night – als politieagent
- 2007 Gardener of Eden – als Bob
- 2007 Vacancy – als Steven R.
- 2006 The Deep and Dreamless Sleep – als Leon
- 2005 xXx: State of the Union – als beveiliger
- 2004 After the Sunset – als popcorn slachtoffer
- 2001 'R Xmas – als mededader
- 1998 Snapped – als ??
- 1998 New Rose Hotel – als seksshow man
- 1998 Somewhere on the City – als ??
- 1998 Mixing Nia – als ??
- 1997 Catherine's Grove – als Nick Pirelli
- 1997 The Blackout – als acteur
- 1997 Made Men – als Sal Ponti
- 1996 The Funeral – als moordgetuige
- 1995 Camouflage – als ??
- 1995 Cousin Howard – als Arthur

### Televisieseries
Uitgezonderd eenmalige gastrollen.
- 2013 Mob City - als Harvey Weber - 2 afl.
- 2010-2011 The Hard Times of RJ Berger – als Roger – 5 afl.